# هلو کیتی (ترانه)
«هلو کیتی» (به انگلیسی: Hello Kitty) ترانه‌ای از خواننده و ترانه‌نویس اهل کانادا آوریل لوین برای پنجمین آلبوم استودیویی‌اش، آوریل لوین (۲۰۱۳) است. این ترانه توسط لوین، چد کروگر، دیوید هاجز و مارتین جانسون نوشته شده‌است. از نظر موسیقی، «هلو کیتی» یک اثر جی-پاپ، دابستپ و ای‌دی‌ام با همراهی تأثیرات از سبک الکترو است. این ترانه تحت تأثیر وسواس او در همه موارد مرتبط به مارک ژاپنی هلو کیتی قرار می‌گیرد و دارای برخی از محتویات جنسی است.
این ترانه به عنوان تک‌آهنگ چهارم در ژاپن منتشر شد. لوین یک موزیک ویدئو برای ترانه در ژاپن ضبط کرد و در ۲۱ آوریل ۲۰۱۴ منتشر شد.